# Castello di Middleham
Il castello di Middleham (Middleham Castle) è un castello che si trova a Middleham, nella vallata di Wensleydale, nella contea del North Yorkshire, in Inghilterra. Venne fatto costruire da Robert Fitzrandolph, nipote di Alano il Rosso, terzo Signore di Middleham e Spennithorne, a partire dal 1190.

## Storia
Venne costruito vicino al luogo di una precedente motta castrale. Nel 1270 divenne di proprietà della famiglia dei Neville, da Richard Neville, conte di Warwick, passato alla storia come il "Kingmaker", una figura di spicco nella Guerra delle due rose. Dopo la morte di Riccardo Plantageneto, Duca di York a Wakefield, nel dicembre 1460, i suoi figli più giovani, Giorgio, duca di Clarence e Riccardo, duca di Gloucester entrarono in possesso del castello ed entrambi vi vennero a vivere con la propria famiglia. Giorgio aveva sposato Isabella Neville figlia del conte di Warwick.
Il fratello di Giorgio e Riccardo, il re Edoardo IV d'Inghilterra, fu imprigionato a Middleham per un breve periodo, dopo essere stato catturato da Warwick nel 1469. Dopo la morte di Warwick a Barnet nel 1471 e dopo il ritorno sul trono di Edoardo, Riccardo sposò Anna Neville, figlia più giovane di Warwick, e fece di Middleham la sua residenza principale. Il loro unico figlio Edoardo nacque e morì entro le mura del castello.
Riccardo salì al trono come re Riccardo III, ma nei suoi due anni di regno passo poco tempo a Middleham. Dopo la morte di Riccardo a Market Bosworth nel 1485 il castello rimase di proprietà della corona fino al regno di Giacomo I d'Inghilterra, quando venne venduto.
Cadde in disuso e rovina durante il XVIII secolo. Venne poi presidiato durante la guerra civile, ma non vide nessuna azione. Le rovine sono oggi poste sotto le cure dell'ente pubblico English Heritage.